# Alwin Brinkmann

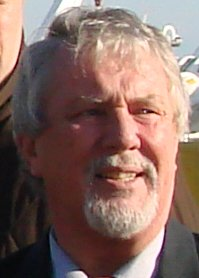
Alwin Brinkmann im November 2008

Alwin Brinkmann (* 18. Februar 1946 in Leer) war von 1986 bis 2011 Oberbürgermeister der Stadt Emden in Ostfriesland. Von 1986 bis 1998 bekleidete er dieses Amt ehrenamtlich, seit der Kommunalwahl im September 1998 hauptamtlich. Alwin Brinkmann war nach dem Rückzug von Herbert Schmalstieg als Oberbürgermeister Hannovers (2006) der dienstälteste Oberbürgermeister der kreisfreien Städte Niedersachsens.
Brinkmann erlernte den Beruf des Technischen Zeichners/Konstrukteurs Maschinenbau. Er arbeitete im Emder Kraftwerk (früher PreussenElektra, heute E.ON) und bei den Nordseewerken.
Seit 1973 ist er Mitglied der SPD. Von 1981 bis zu seiner Wahl als hauptamtlicher Oberbürgermeister im Jahr 1998 war er ordentliches Mitglied des Emder Rates. Kraft seines Amtes als Oberbürgermeister war er auch stimmberechtigt im Stadtrat, jedoch mit einer Sonderstellung. Von 1983 bis zur Wahl zum ehrenamtlichen Oberbürgermeister im Jahre 1986 war er Fraktionschef der SPD im Emder Rat.
In den Jahren 1994 bis 1998 vertrat Brinkmann – parallel zum Amt als ehrenamtlicher Oberbürgermeister – auch den Wahlkreis Emden/Hinte/Krummhörn im Niedersächsischen Landtag als Abgeordneter. Dieses Amt legte er bei seiner Wahl zum hauptamtlichen Oberbürgermeister nieder. Bei der Kommunalwahl 2011 trat er nicht mehr an. Am 29. Oktober 2011 wurde er offiziell aus seinem Oberbürgermeisteramt in Emden verabschiedet. Nachfolger in diesem Amt war bis 2019 Bernd Bornemann (SPD).
Alwin Brinkmann ist Oberdeichrichter der Deichacht Krummhörn, und seine fünfjährige Amtszeit läuft bis 31. Dezember 2022.
Alwin Brinkmann ist verheiratet und hat einen Sohn.